# Iglesia de San Francisco (Caracas)
La iglesia de la Inmaculada Concepción es un templo religioso de culto católico, bajo la advocación de San Francisco de Asís ubicado en la ciudad de Caracas, Venezuela. Por tratarse del templo que prestaba servicio al convento de San Francisco se le ha llamado popularmente «iglesia de San Francisco», dando nombre incluso a la esquina donde está ubicado.
Se encuentra entre las esquinas de San Francisco y La Bolsa, en la avenida Universidad del casco central de Caracas, en la Parroquia Catedral del Municipio Libertador. El edificio está declarado Monumento Nacional, según Gaceta Oficial Nº 25.020 de fecha 6 de abril de 1956.
Al frente de la iglesia se encuentra la famosa ceiba de San Francisco, un árbol de aproximadamente 150 años, que también forma parte del patrimonio de la ciudad. 

## Historia

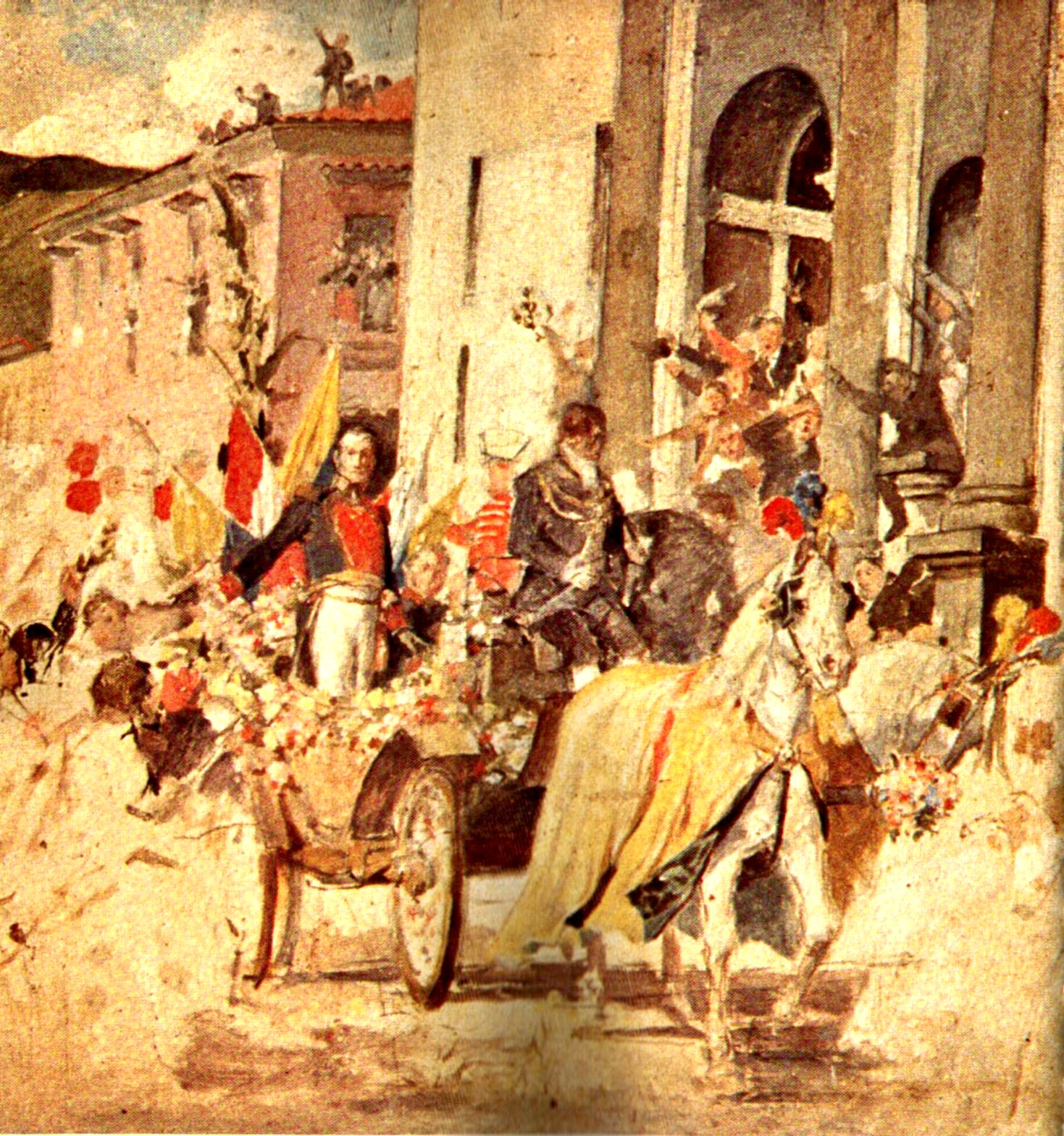
Llegada de Simón Bolívar al templo de San Francisco.

En 1574 fray Alonso Vidal acompañado de ocho frailes llegan a Caracas para fundar un convento franciscano. Hacia 1578 ya había construido una primitiva capilla de bahareque y parte del claustro. Hacia 1587 se decide sustituir esta capilla por una iglesia, con el diseño del alarife Antonio Ruiz de Ullán, en un espacio anexo al Convento de San Francisco, hoy Palacio de las Academias. En 1641, sufre daños severos tras un movimiento sísmico y se toma la decisión de reconstruir el templo. En 1745 se decide hacer reformas a la iglesia para aumentar el alto de la puerta principal, se agrega una torre campanario y se reconstruyen las tres naves originales. 
En este templo le es otorgado el título de Libertador a Simón Bolívar, al término de la Campaña Admirable, el 6 de agosto de 1813. Luego, el 17 de diciembre de 1842, son recibidos los restos de Bolívar para su posterior traslado a la Catedral de Caracas. 
Una de las reformas más significativas fue la ordenada por Antonio Guzmán Blanco en 1888, la cual incluyó la construcción de una nueva fachada con diseño del arquitecto Juan Hurtado Manrique. El 6 de abril de 1956 es declarado Monumento Histórico Nacional debido a lo bien conservado de las obras que alberga que datan de la época colonial.
Otros edificios históricos en las cercanías son: el Palacio de las Academias, la Antigua Corte Suprema de Justicia, el Palacio Federal Legislativo y a una cuadra se encuentra la Plaza Bolívar, el Palacio Municipal, la Catedral de Caracas, el Museo Sacro, la Casa Amarilla, entre otros.

## Arquitectura
La fachada actual es de estilo Neoclásico. En la fachada se encuentran tres esculturas de mármol traídas desde Génova (Italia) por Juan de Angulo en 1655. Las esculturas representan a  San Juan Bautista, la Inmaculada Concepción, San Francisco de Asís y un relieve del escudo de la orden franciscana.

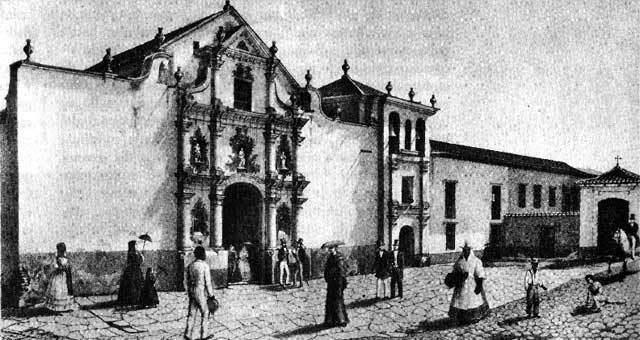
Iglesia de San Francisco en 1845.

La planta es rectangular con testero plano, con tres naves separadas por pilares de orden dórico.En 1772 la iglesia contaba con catorce altares: siete en la nave del evangelio y seis en la nave de la epístola, más el altar mayor. Así como la capilla de la Orden Tercera al final de la nave evangelio y la capilla de los Forasteros o del Santo Niño de Belén al fondo de la nave de la epístola.
Luego de la disolución de la comunidad franciscana en 1837, la iglesia pasó a manos del obispado y luego de los padres jesuitas en 1922. 

## Arte del periodo hispánico
La iglesia de San Francisco se enriqueció artísticamente gracias a los aportes de sus cófrades, devotos y feligreses; resurgió de sus escombros en el siglo XVII y poco a poco comenzó a revelar características estéticas, aunque influenciadas por movimientos y estilos foráneos, con una personalidad particular y vernácula.

### Pintura
Entre los numerosos cuadros que se conservan en su interior podemos encontrar: Los cuadros con trece escenas de la Vida de la Virgen María pintados por Juan Pedro López, procedentes de la Ermita de San Mauricio que fue derribada a finales del siglo XIX.
A lo largo de la capilla de la Orden Seglar Franciscana se encuentran 12 lienzos pintados hacia 1770 que representan a santos y beatos de esta orden seglar. Entre ellos destacan: Santa Francisca Romana, San Elzeario, San Conrado, San Luis Rey de Francia, Beata Ángela de Fulgino, Santa Viridiana, Santa Jacinta, San Roque, Santa Isabel Reina de Hungría, la Beata Lucía y San Lucio. En la misma capilla se encuentra el altar de las ánimas del purgatorio, formado por un cuadro con marco de recorte esgrafiado pintado por Juan Pedro López.

#### Nuestra Señora de la Luz (1760-1765)

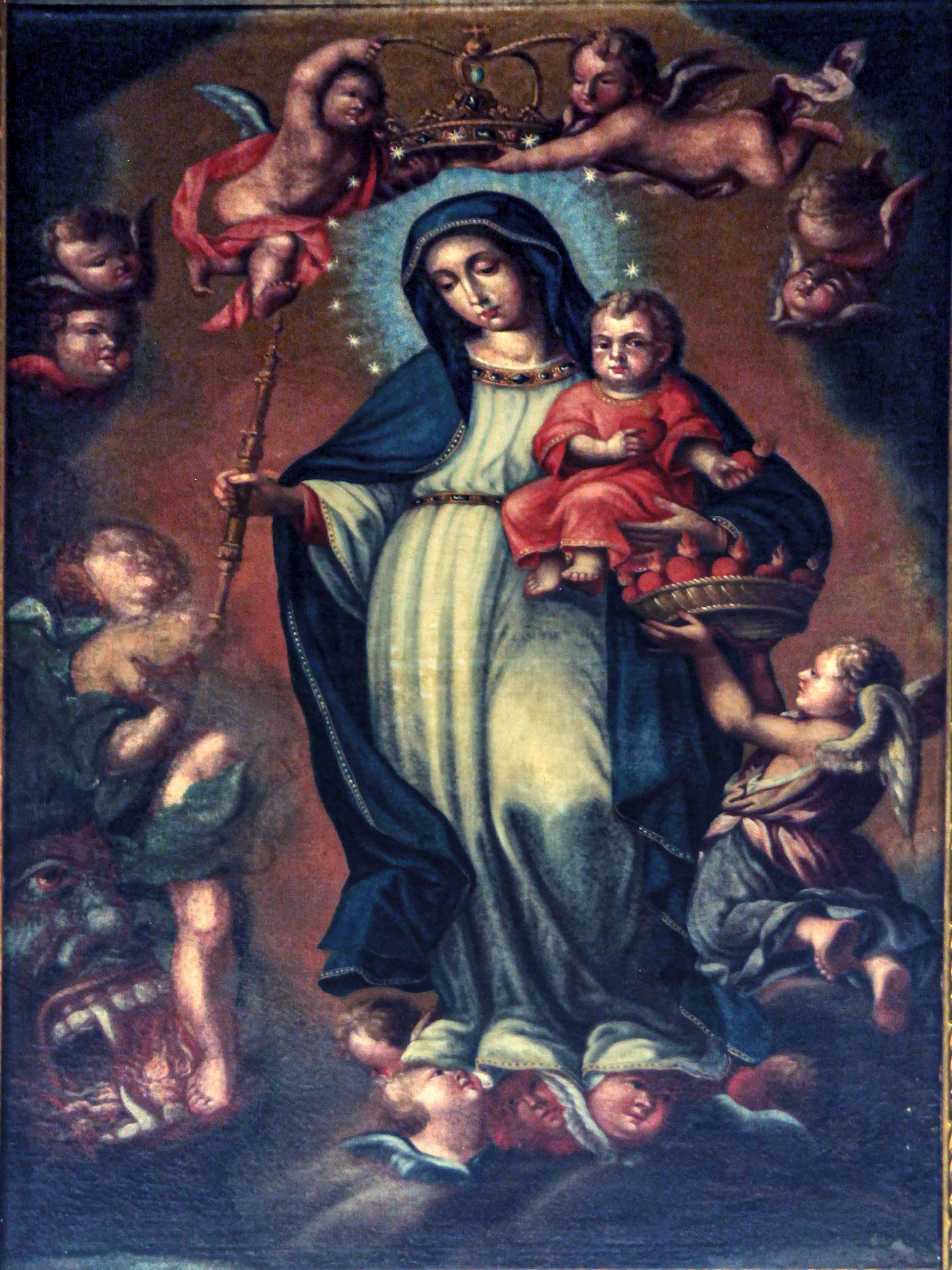
Anónimo caraqueño, Nuestra señora de la luz, (1760-1765). Óleo sobre tela, 79 x 59 cm.

La obra presenta a la imagen de la Virgen adoptando una clásica postura en contrapposto. La devoción a la Virgen de la Luz surge en 1722 en Palermo gracias al misionero jesuita Juan Antonio Genovesi. En Caracas su principal promotor fue el obispo Diego Antonio Díez Madroñero, el cual la declaró como «Ciudad Mariana». Esta iconografía generó polémicas desde su creación en Italia, pues ofrecía ideas erróneas sobre las capacidades intercesoras de la Virgen. En 1742 la Sagrada Congregación de Ritos censuró la imagen ordenando suprimir la figura demoníaca, sustituyéndola por nubes negras o por las llamas del purgatorio. Aunque en esta pintura continúa la representación demoníaca, se puede apreciar que se borró la mano del alma que sostenía la Virgen. María ahora sostiene un cetro y el alma adquiere características angelicales. Se presume que estas modificaciones pudieran estar relacionadas con la censura papal. También es probable que esta pintura estuviera situada en un retablo homónimo de Nuestra Señora de la Luz. Desafortunadamente, este retablo fue suprimido en las reformas guzmancistas de 1887.

#### Virgen de Guadalupe (1740-1768)
Óleo sobre tela pintado por el mexicano Miguel Cabrera. Se trata de la advocación mexicana de la Virgen de Guadalupe. Según Carlos Duarteel cuadro fue colocado originalmente en la parte superior del retablo de San José entre 1768 y 1770, actualmente se encuentra en la nave de la Epístola.

#### San Francisco comiendo en compañía del cardenal Hugolino (ca. 1724)

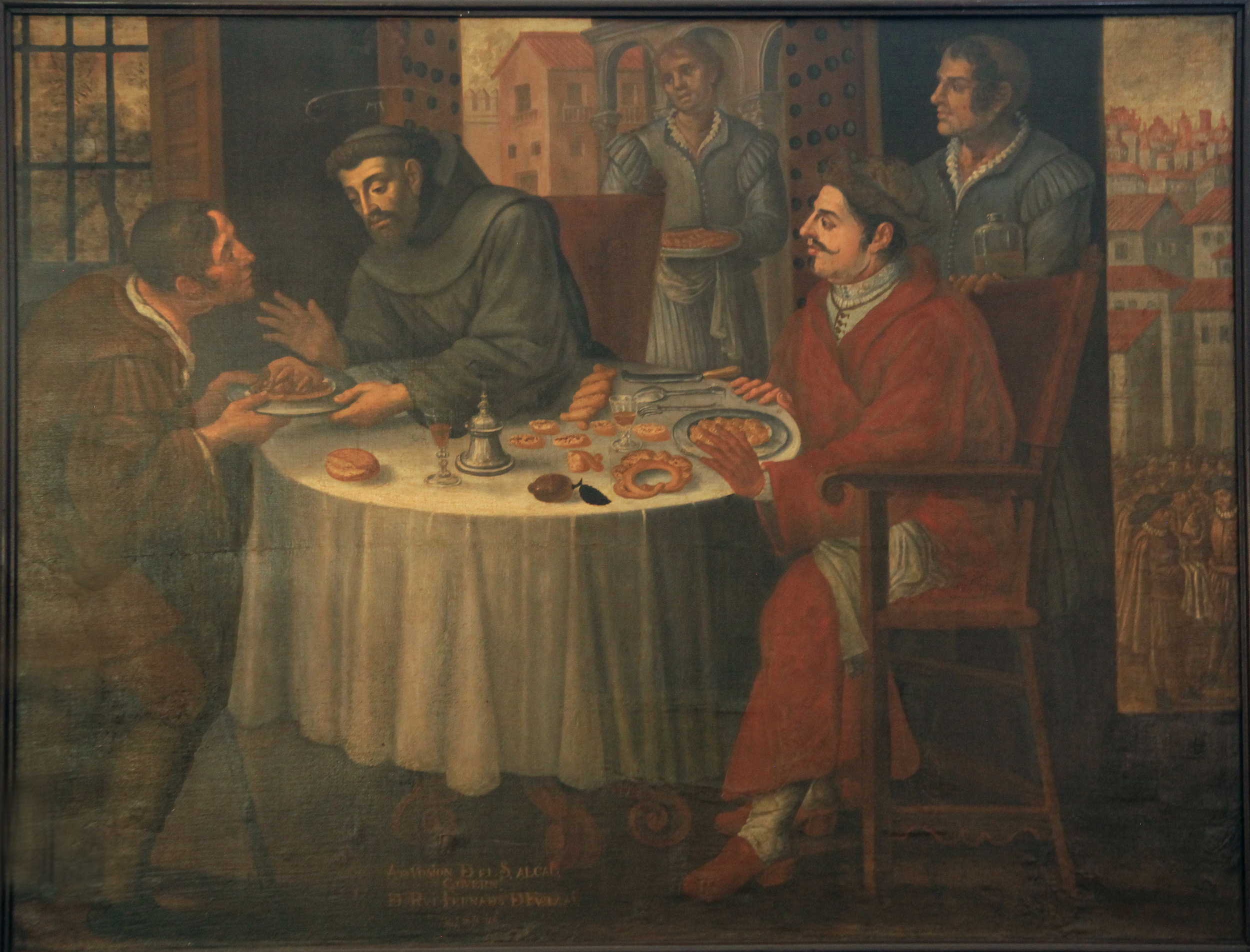
Hispánico, San Francisco comiendo en compañía del cardenal Hugolino, (c.1724). Óleo sobre tela, 298 x 197 cm.

Es un óleo sobre tela firmado por un artista que se identificó a sí mismo como Hispánicus. El cuadro fue donado por el alcalde y gobernador Don Ruy Fernández de Fuenmayor en 1724. Carlos Duarte y Graziano Gasparini, titularon la obra como «San Francisco comiendo en compañía del alcalde Gobernador Don Ruy Fernández de Fuenmayor», pero posteriormente Carlos Duarte descartó que se tratara de un retrato del donante, cambiando el título a «San Francisco comiendo en compañía del Cardenal Hugolino».

### Escultura

#### Retablo del Santo Niño de Belén (1762-1765)

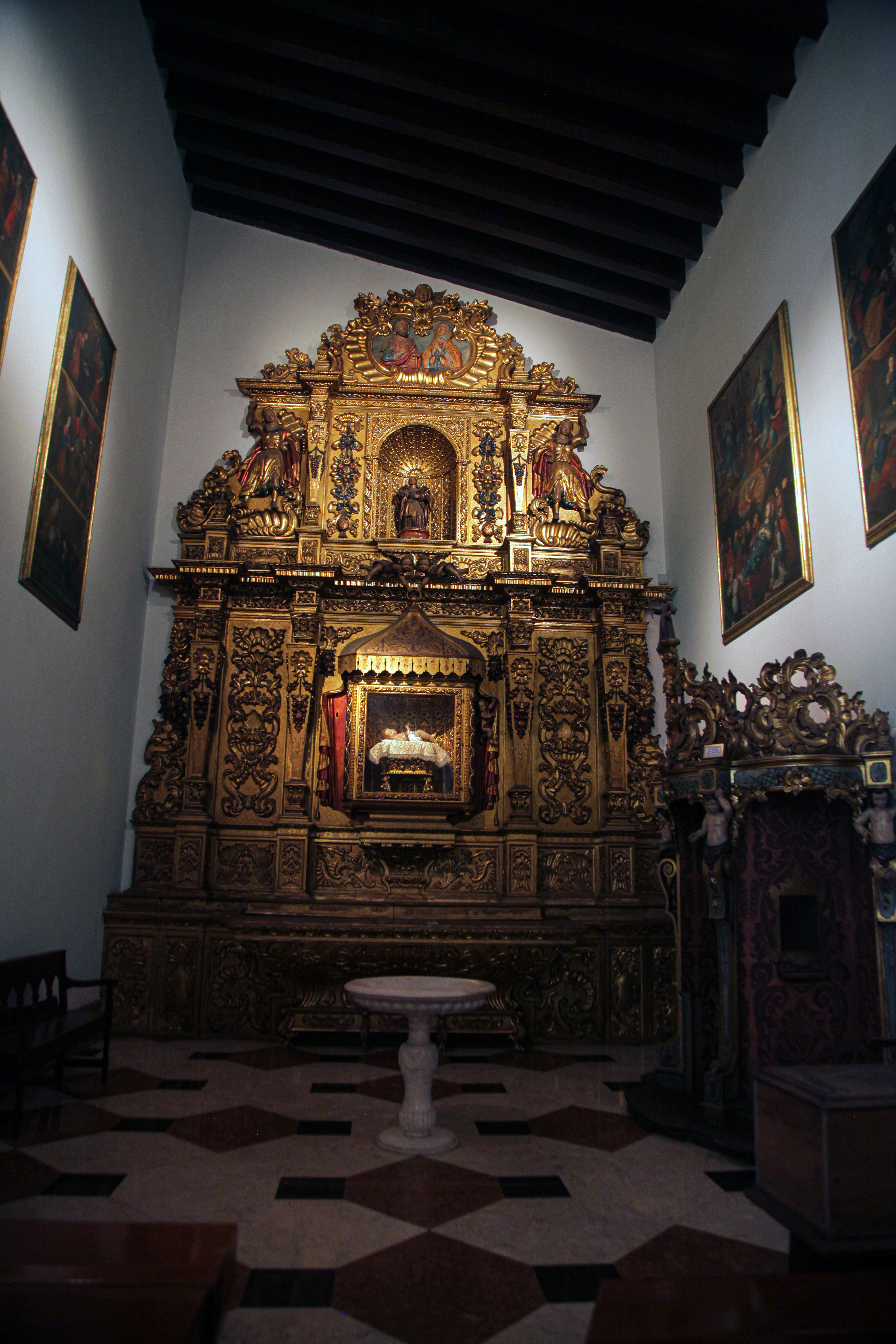
Domingo Gutiérrez (1709-1793), Retablo del Santo Niño Belén, (1762-1765). Estructura en madera de cedro, tallada, dorada y policromada, 465 x 660 cm

El retablo fue realizado por el ebanista Domingo Gutiérrez, y se concluyó en 1764 con un costo de 1.200 pesos, y su dorado –hecho el año siguiente– 1.035 pesos. El retablo se inspiró en esquemas usados por Juan Francisco de León Quintana, pero se diferencia de éstos en las innovaciones que presenta con las figuras ubicadas en el segundo cuerpo y las imágenes del remate.

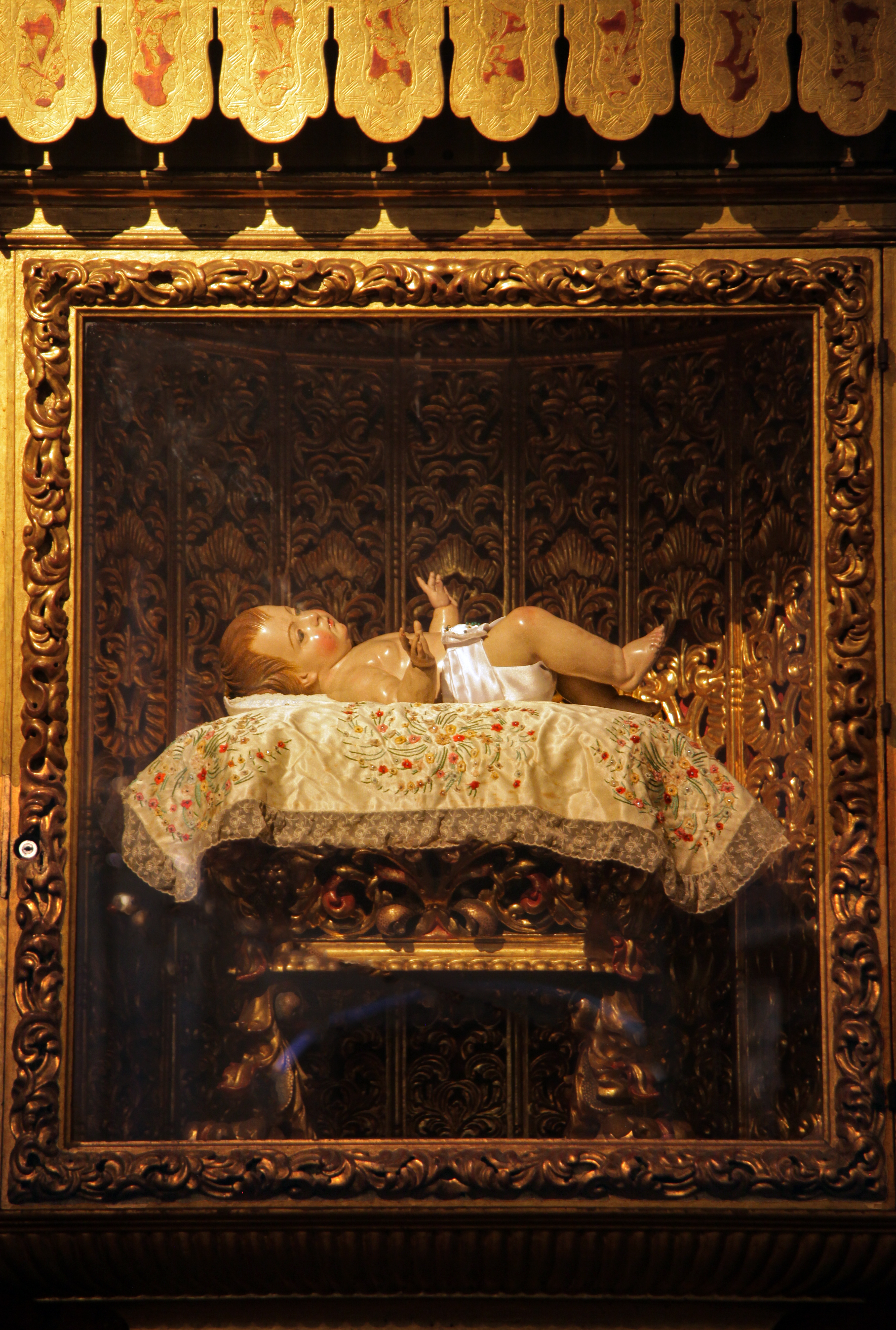
Anónimo italiano, Niño de Belén / Santo Niño de Belén, (c. 1677). Talla de madera encarnada y policromada.

El retablo se ubica en la capilla homónima, históricamente conocida como la Capilla de los Forasteros de España e Islas Canarias. Es una estructura arquitectónica barroca. Está constituida por tres calles, dos cuerpos y un ático, albergando dos nichos en la calle central. En el primer cuerpo, el nicho ocupa gran parte de la calle central. Es de forma rectangular y en su interior reside la figura del Niño de Belén. A esta figura se debe todo el diseño del mueble, pues todos los elementos iconográficos originalmente dispuestos en ella, aluden a la natividad del Señor. La imagen está dispuesta sobre una cuna ricamente labrada y dorada con pan de oro, así como en el interior del nicho. El nicho está cerrado con vidrio y coronado por un dosel que pareciera estar sujetado por dos querubines tallados en el entablamento, estructura que separa el primer y segundo cuerpo del retablo. Así mismo, dos querubines también bordean los costados derecho e izquierdo del nicho.

#### Virgen de la Soledad (ca. 1654)
La imagen representa a la Virgen de la Soledad. Es una imagen de vestir para sacar en procesión durante la Semana Santa. Es una copia elaborada por un taller español de Nuestra Señora de la Soledad de la Victoria, obra de Gaspar de Becerra, que estuvo resguardada en un convento homónimo en Madrid hasta 1936. Fue donada a la iglesia caraqueña por don Juan del Corro y su esposa doña Felipa de Ponte en 1654.

#### Confesionario (1773)

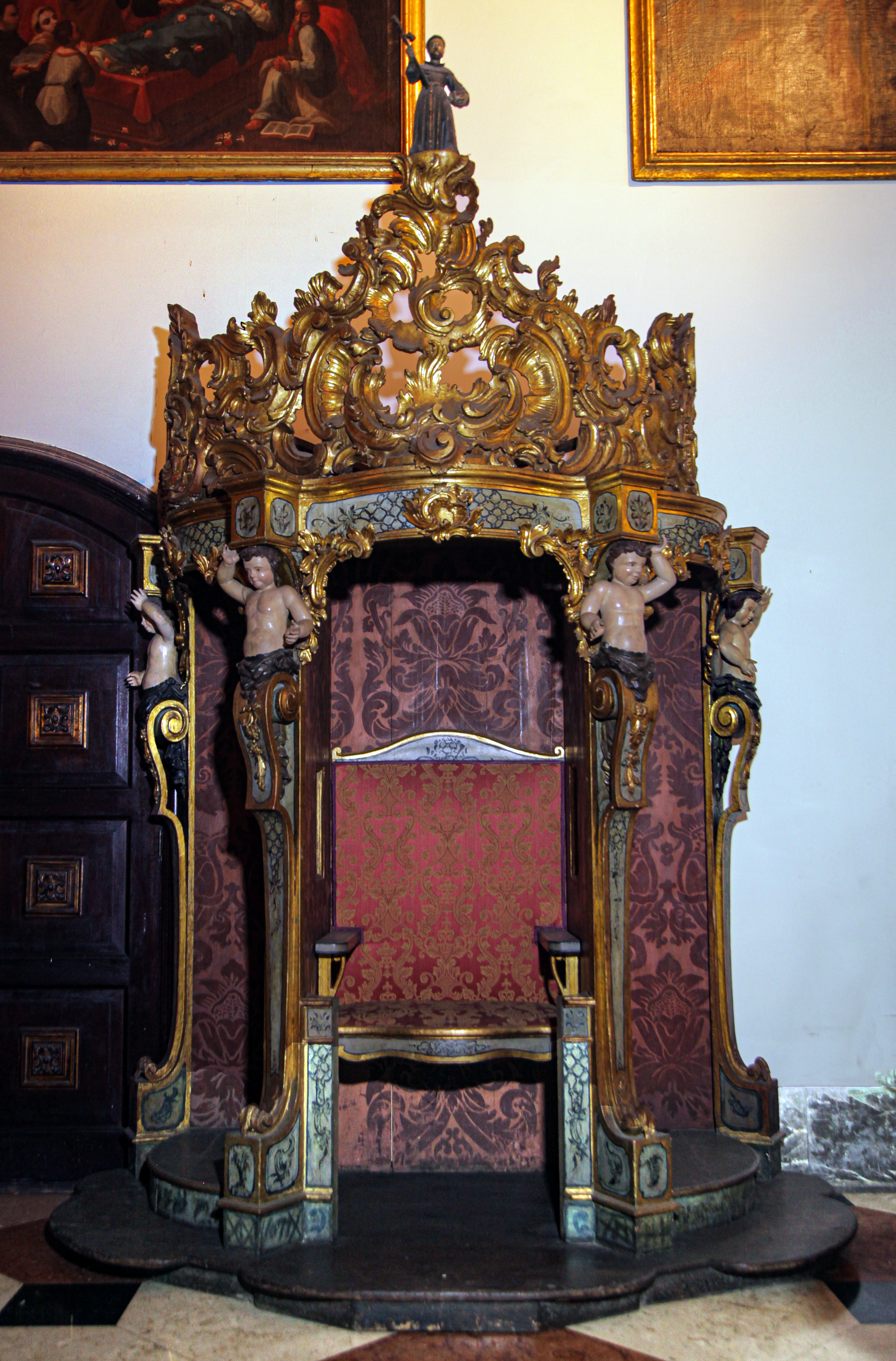
Carpintería por Domingo Gutiérrez (1709-1793) pintado y dorado por Juan Pedro López (1724-1787), Confesionario, (1773). Mueble de madera de cedro tallado, policromado, dorado y parcialmente tapizado, 270 x 244 x 244 cm.

Se trata de un antiguo mueble del siglo XVIII de gran valor artístico e histórico. Único ejemplar en Latinoamérica. El canónigo catedralicio Juan Félix Aristeguieta y Bolívar (1732-1785) encargó al carpintero Domingo Gutiérrez en 1773 la elaboración del confesionario, Gutiérrez a su vez habría subcontratado al pintor caraqueño Juan Pedro López para realizar las labores de dorado y policromía. Posteriormente fue donado en limosna a la iglesia de San Francisco. 